# Алекс Буґсхотен
Алекс Буґсхотен (нід. Alex Boegschoten, 15 липня 1956) — нідерландський ватерполіст.
Бронзовий призер Олімпійських Ігор 1976 року.